# Weitersfeld
Weitersfeld là một thị trấn ở huyện Horn trong bang Niederösterreich, ở nước Áo. Đô thị này có diện tích 87,2 km², dân số năm 2001 là 1753 người.